# Horizontale Matratzennaht

Horizontale Matratzennaht

Fortlaufende horizontale Matratzennaht

Die horizontale Matratzennaht ist eine chirurgische Nahttechnik zum Verschluss größerer Wunden, vor allem wenn auf die Wunde eine gewisse Zugbelastung wirkt. Sie dient der Adaptation größerer Weichteilgewebslappen. Der Einstich erfolgt von einer Seite, der Ausstich auf der anderen Seite der Wunde, dann wird auf der gleichen Seite eingestochen und die Nadel auf der gegenüberliegenden Seite wieder ausgeführt (4-Stich-Naht). Diese Naht kann auch in der Tiefe der Wunde ausgeführt werden, Ein- und Ausstich und damit der Knoten liegen dann in der Tiefe der Wunde und der eigentliche Wundverschluss erfolgt durch Einzelnahthefte. Die horizontale Matratzennaht kann auch fortlaufend ausgeführt werden. Sie beginnt dann mit einem Einzelheft, bei dem nur ein Fadenende abgeschnitten wird. Das lange Fadenende wird dann parallel zum Wundrand geführt, dann wird die Wunde durchstochen, der Faden anschließend auf der gleichen Seite wieder parallel zur Wunde geführt und so weiter.
Die vertikale Matratzennaht, bei der je zwei Stiche in unterschiedlicher Tiefe geführt werden, wird auch als Donati-Naht bezeichnet.